# Malîi Jîtîn (Velîkîi Jîtîn), Rivne
Malîi Jîtîn (în ucraineană Малий Житин) este un sat în comuna Velîkîi Jîtîn din raionul Rivne, regiunea Rivne, Ucraina.

## Demografie
Componența lingvistică a localității Malîi Jîtîn
     Ucraineană (99,43%)
     Alte limbi (0,57%)
Conform recensământului din 2001, majoritatea populației localității Malîi Jîtîn era vorbitoare de ucraineană (99,43%), existând în minoritate și vorbitori de alte limbi.